# 小作家
小作家（英語：Windows Write）是由微软公司开发的简易文書處理器，功能上和相像。其內建於微軟的、和系列作業系統中，自初始版本发布以来即无大幅更新。早期的小作家版本只支援檔案，后于1989年的更新中开始支援格式，並內建在翌年发布的中。在中，小作家開始支援对象连接与嵌入。发布后，其以WordPad取代小作家。功能上，小作家与WordPad均比記事本強大。
一般認為，小作家是較現代的文本编辑器。但小作家的功能遠没有丰富。并且，小作家有一些功能是WordPad（至少到Windows 7版本）沒有的，如文字對齊功能。
小作家預設的圖示是一枝筆停留在剛寫完一個大階的字母上，因此部分用户稱小作家為。
在之後的作業系統中，執行（小作家執行檔）的話會開啟WordPad。出于安全方面的考虑，在Windows XP SP2 以后的版本中，默认去除了对 .wri 格式的关联，但仍可以打开。

## 另見
- 画图 (软件)